# Isolona zenkeri
Isolona zenkeri är en kirimojaväxtart som beskrevs av Adolf Engler. Isolona zenkeri ingår i släktet Isolona och familjen kirimojaväxter. IUCN kategoriserar arten globalt som sårbar. Inga underarter finns listade i Catalogue of Life.